# 烏爾納
烏爾納（？—1776年），納喇氏，滿洲鑲藍旗人，清朝軍事將領。
早年自護軍累遷至甘肅蘭州城守營參將，跟從征討金川，攻克沙壩山。之後攻遜克爾宗、甲爾納，均受傷，后攻克榮噶爾博，再升任陝西延綏鎮總兵。之後攻克邁過爾，在凱立葉屯兵；攻克木思工噶克、勒吉爾博、得式梯、轉經樓等地，均有戰功。在大金川之役中，攻克西里、科布曲、噶喇依。乾隆四十一年，進攻噶喇依，后在救喇嘛寺中受傷身亡。后贈世職騎都尉兼雲騎尉、進世職三等輕車都尉、圖形紫光閣，入祀昭忠祠。